# 霍炳
霍炳，山東濟南府青城縣人，清朝政治人物、進士出身。

## 生平
崇禎十二年，鄉試中舉。順治三年，登進士，授刑部主事，后升任刑部郎中。順治十四年，升任江南按察使司佥事、淮海道。順治十七年，改任江南布政使司参议、分守江宁兵备道。